# Monte Tomor
Tomor ou Tomori (em albanês: Tomorr), conhecido em grego como Amiro (em grego: Άμυρον; romaniz.: Ámyron) ou búlgaro como Tomoritsa (em macedônio/macedónio: Томорица), é uma grande montanha localizada no atual sul da Albânia, a leste das cidades de Berati e Poliçan e do rio Osum, não muito longe do Cânion Osum. Seu pico mais alto, chamado Çuka e Partizaniti, alcança uma altitude de 2 416 metros.
A montanha também é conhecida por sua fortaleza com o mesmo nome - Tomornitsa.
A zona oferece muitas instalações esportivas, sendo um local popular para campismo, escalada, trilha e peregrinações. Por sua importância e beleza, o governo albanês declarou o Monte Tomor um parque nacional. O Parque Nacional do Monte Tomor(i) (em albanês: Parku Kombëtar i Malit të Tomorrit) cobra uma área de 4 000 hectares com ao menos 20 espécias vegetais e vários animais selvagens como javalis, lobos e ursos marrons.

## História
Durante a Antiguidade Clássica, o Monte Tomor foi originalmente conhecido como Monte Amiro (em grego: Άμυρον; romaniz.: Ámyron). Era a característica central da Dassarécia, que foi nomeada em homenagem aos dassaretas, uma tribo do Epiro que pertenceu ao grupo caônio dos gregos do Noroeste. Seu nome moderno tem como origem a lenda do Pai Tomor (em albanês: Baba Tomorr), um ser do folclore albanês. Segundo as lendas, o Monte Tomor é antropomorfizado como um antigo gigante com uma longa barba branca fluída e quatro águias fêmeas pairando acima dele e empoleirando sobre seus cumes cobertos de neve. Com sua astuta fada amante E Bukura e Dheut e vários espíritos do vento, governou sobre a Albânia e o mundo.
Seu culto pode ser encontrado no período do despertar nacional da Albânia da literatura albanesa onde autores como Konstantin Kristoforidhi, Naim bey Frashëri, Anton Zako Çajupi, Asdreni, Hilë Mosi e Ndre Mjeda devotaram seus trabalhos de prosa e poesia para o Pai Tomor; segundo o folclorista germânico Maximilian Lambertz, Pai Tomor é uma reminiscência duma deidade ilírica. Além dele, o monte Tomor é um sítio sagrado para cristãos, que sobem-o no Dia da Assunção (15 de agosto) em honra a Virgem Maria, e para os bectachis, que honram Abbas ibn Ali durante uma peregrinação anual em 20-25 de agosto.